# Hawker Sea Fury
Cet appareil ne doit pas être confondu avec trois autres avions de chasse :
- le Hawker Fury du même constructeur, biplan de l’entre-deux-guerres ;
- le North American FJ-1 Fury, sorte d'évolution à réaction navalisée du North American P-51 Mustang.
- le North American FJ-2/-3 Fury, version navalisée du North American F-86 Sabre américain (qui combattit également contre les MiG-15 durant la guerre de Corée).

Le Sea Fury était un chasseur britannique développé pour la Royal Navy par le constructeur Hawker-Siddeley durant la Seconde Guerre mondiale. Il fut le dernier appareil à hélice de la Royal Navy, l'un des plus rapides monomoteurs à pistons jamais construits, et le dernier chasseur à hélice à abattre un avion à réaction, un MiG-15, abattu par le Commander Peter Carmichael le 9 août 1952.
Plusieurs spécialistes soulignent la ressemblance marquée avec le chasseur-bombardier allemand Focke-Wulf 190. Le fait historique suivant peut apporter un éclairage significatif à cette hypothèse : le 23 juin 1942, le lieutenant-pilote allemand Armin Faber de la Luftwaffe pose son Focke-Wulf Fw 190A tout neuf sur la base aérienne de Pembrey (en), pensant qu'il s'agissait d'un aéroport français occupé par l'Allemagne. Face à cette chance, le Ministère de l'Air britannique s'est vite empressé d'utiliser ses spécifications pour la Royal Air Force.

## Conception et développement
Le Hawker Fury fut le successeur du Hawker Typhoon et du Hawker Tempest. Le Fury fut conçu en 1942 par le célèbre Sydney Camm en réponse à un appel d'offres émis par la Royal Air Force visant à remplacer le Tempest II. Conçu comme « un Tempest en plus léger », il utilisait comme son aîné une aile semi-elliptique rivetée au centre du fuselage. Le fuselage lui-même était similaire à celui du Tempest, mais totalement monocoque et avec un cockpit surélevé afin de fournir une meilleure visibilité au pilote. Le Ministère de l'Air fut suffisamment convaincu par le projet pour publier un cahier des charges (Air Ministry Specification F.2/43) le concernant.
Six prototypes furent commandés : deux furent motorisés par des Rolls-Royce Griffon, deux par des Bristol Centaurus XXII, un par un Centaurus XII et le dernier servit aux tests de structure. Le premier Fury à prendre l'air était le NX798, ce premier vol eut lieu le 1er septembre 1944 et l'avion était motorisé par un Centaurus XII entraînant une hélice quadripale Rotol. Le second fut le LA610 qui prit l'air le 27 novembre 1944, animé par un Griffon 85 entraînant une hélice contrarotative constituée de deux hélices tripales. À ce moment, le développement du Fury était mené de front avec celui du Sea Fury de sorte que le prototype suivant à prendre l'air fut un Sea Fury, le SR661, décrit comme une « navalisation » du Fury. Le NX802 fut le dernier prototype à voler, le 25 juillet 1945, mû par un Centaurus XV. Avec la fin du conflit en Europe, le contrat du Fury terrestre fut annulé par la RAF et le développement se concentra sur le Sea Fury. Le LA610 fut alors remotorisé par un Napier Sabre fournissant près de 4 000 ch (2 983 kW), devenant ainsi le Hawker à moteur à pistons le plus rapide, atteignant 780 km/h.

### Navalisation

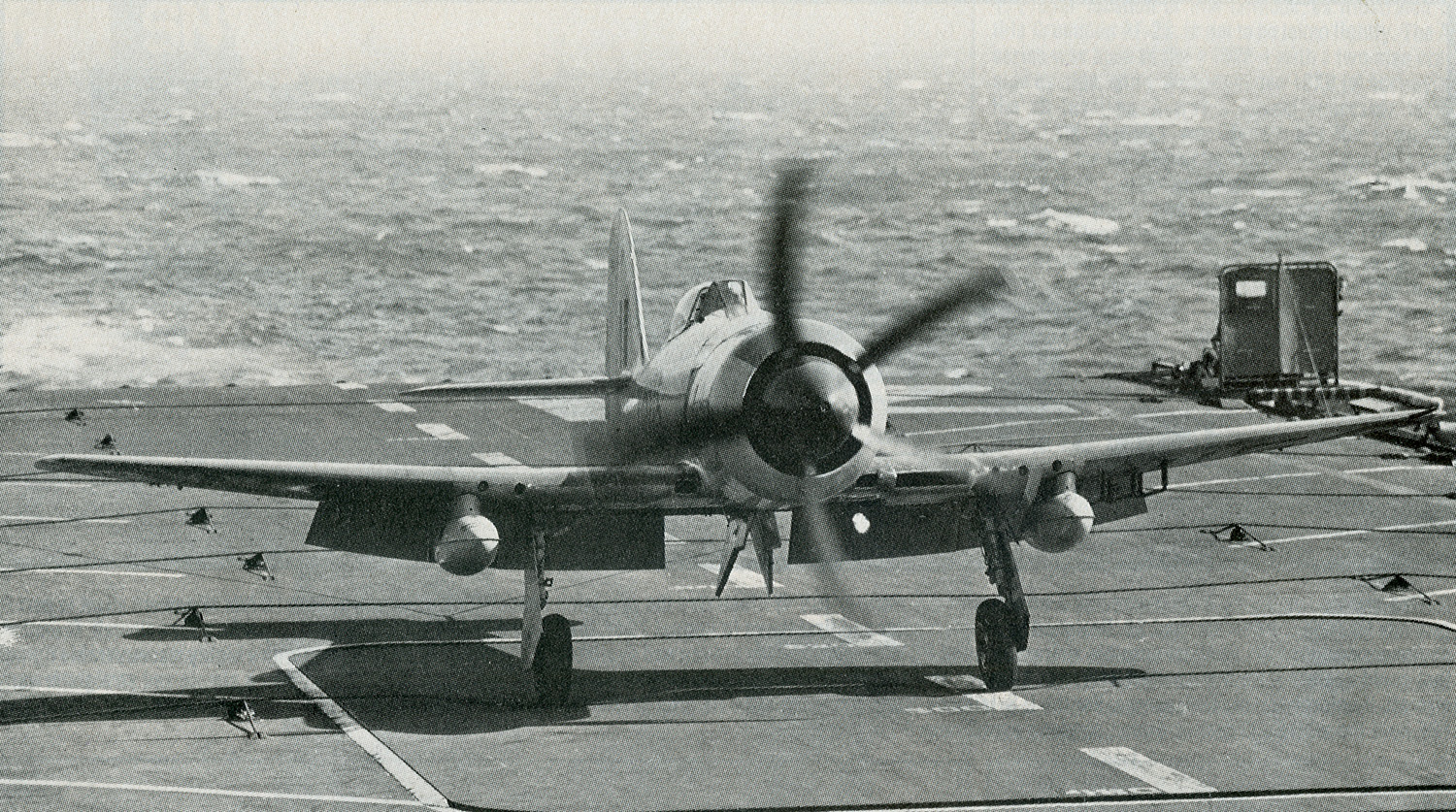
Hawker Sea Fury FB 11

En 1943, la conception de l'appareil fut modifiée pour s'accorder au cahier des charges N.7/43 de la Royal Navy décrivant un chasseur basé sur un porte-avions. La société Boulton Paul Aircraft fut chargée de la conversion, cependant que Hawker continuait le développement de la version terrestre. Le premier prototype du Sea Fury, le SR661, effectua son premier vol le 21 février 1945, motorisé par un Centaurus XII. Ce prototype était muni d'une crosse d'appontage mais n'était pas encore équipé des ailes repliables destinées à faciliter le stockage des avions. Ces dernières apparurent sur le SR666, qui fut le second prototype à prendre l'air, le 12 octobre 1945, motorisé par un Centaurus XV entraînant une nouvelle hélice Rotol à cinq pales. Le cahier des charges fut alors converti en commande officielle (N.22/43) portant sur 200 appareils, dont 100 seraient construits par Boulton-Paul.
Les deux prototypes étaient en phase de tests d'appontage lorsque le Japon signa sa reddition en août 1945, signant la fin de la version terrestre du Fury. Mais le travail sur le Sea Fury continua, la commande se réduisant à 100 exemplaires et le contrat avec Boulton Paul étant annulé. Le prototype du Sea Fury en cours de construction chez Boulton Paul (VB857) fut alors transféré à l'usine Hawker de Kingston. Cet avion, construit aux mêmes standards que le SR666, effectua son premier vol le 31 janvier 1946.
Le premier modèle de série, le Sea Fury F.Mark X (F pour Fighter, chasseur), vola en septembre 1946. Quelques problèmes apparurent sur les crosses d'appontages mais ils furent rapidement résolus et l'avion reçut sa qualification « porte-avions » au cours du printemps 1947.

## Carrière opérationnelle

### Royaume-Uni

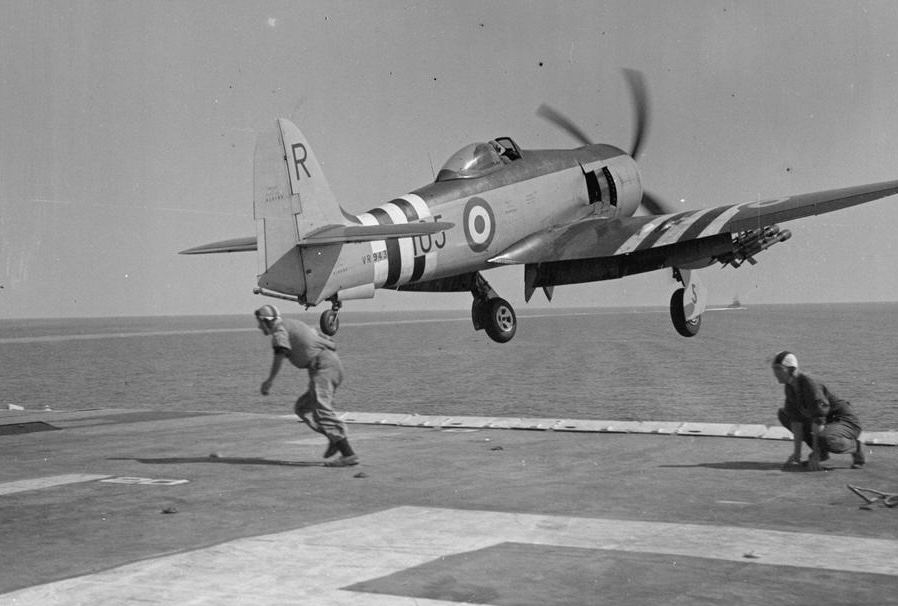
Un Sea Fury FB 11 décolle du en 1951.

Le Seafire (version navalisée du Supermarine Spitfire) ne s'était jamais révélé adapté à un usage sur porte-avions, sa visibilité médiocre et un train d'atterrissage à voie étroite rendaient les décollages et appontages particulièrement dangereux. En conséquence, le Sea Fury F X le remplaça sur la plupart des porte-avions. Les Sea Fury furent affectés aux escadrons 736, 738, 759 et 778 de l'aéronavale.
Le F.X fut suivi par le Sea Fury FB.XI, variante chasseur-bombardier (que l'on appellera plus tard FB 11) qui sera produite à 650 exemplaires. Le Sea Fury demeura le principal chasseur-bombardier de l'aéronavale jusqu'en 1953 avec l'introduction du Hawker Sea Hawk et du Supermarine Attacker.

### Canada

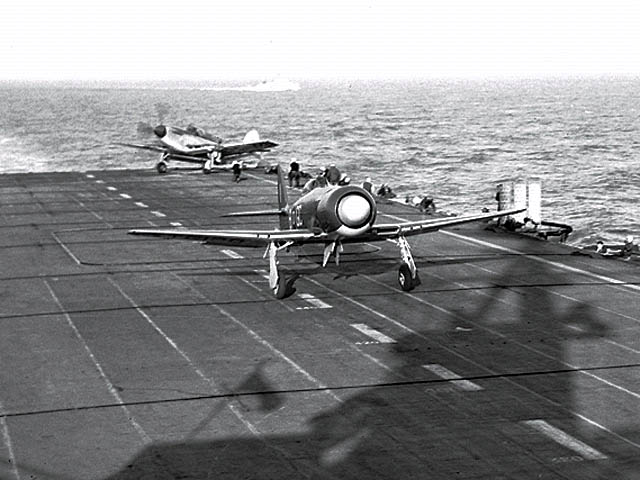
Un Sea Fury canadien sur le NCSM Magnificent (CVL 21).

Un total de 74 Sea Fury FB11 (ainsi qu'un exemplaire du FB 10) servirent dans la marine royale canadienne entre 1948 et 1956. Tous appartenaient au 871e escadron, opérant à partir du NCSM Magnificent (CVL 21).

### Cuba

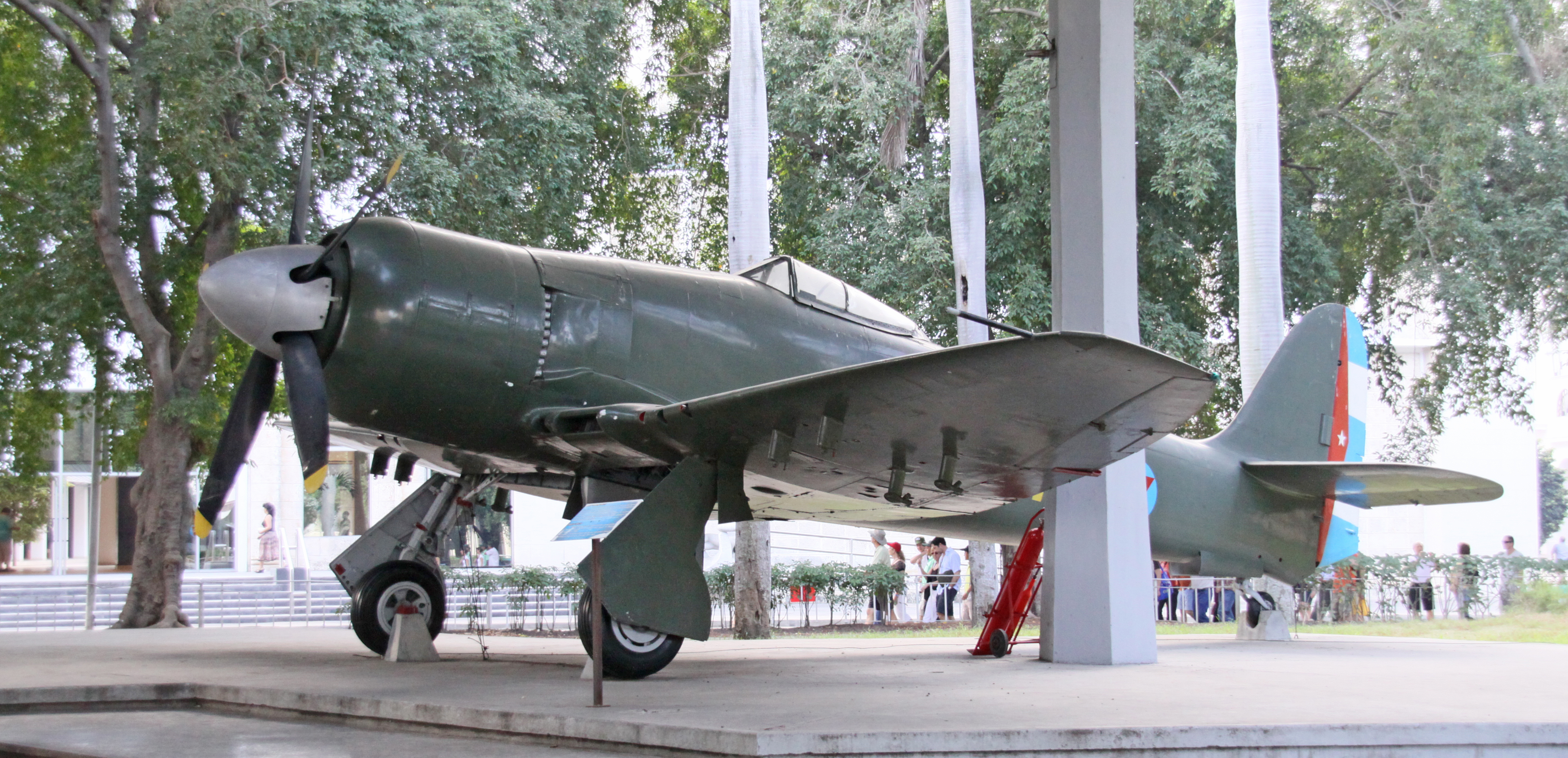
Sea Fury F50 cubain au Musée de la Révolution.

Durant la révolution cubaine en 1958, le gouvernement de Fulgencio Batista achète 17 Hawker Sea Fury ex-Fleet Air Arm (quinze FB.11 et deux T.20. d'entrainement).
Durant le débarquement de la baie des Cochons (playa Giron) en avril 1961, trois Sea Fury et cinq Lockheed T-33 de la Force aérienne révolutionnaire participent aux combats contre les avions, les navires et la force terrestre d'invasion. Deux Sea Fury ont été détruits au sol avant le débarquement, un a été abattu par un bombardier bimoteur B-26, un autre a été perdu par accident ou à la suite de tirs antiaériens.
Le transport Houston touché par un T-33A et un Hawker Sea Fury de l'aviation cubaine à 6 h 50 le 17 avril s'échoue volontairement. Le LCI(L) Barbara J. est touché au même moment mais l'équipage éteint l’incendie. À 9 h 30, le Rio Escondido est également touché par l'aviation cubaine puis sombre.
À 11 h, un T-33A abat un B-26B des FAL. Deux autres B-26B seront abattus l’après-midi par des T-33A. Le 18 avril dans l’après-midi, deux autres B-26B subissent le même sort, abattus par l'un par un Sea Fury et l’autre par deux T-33. Le Sea Fury est encore exposé au Musée de la Révolution à La Havane.

### Autres opérateurs

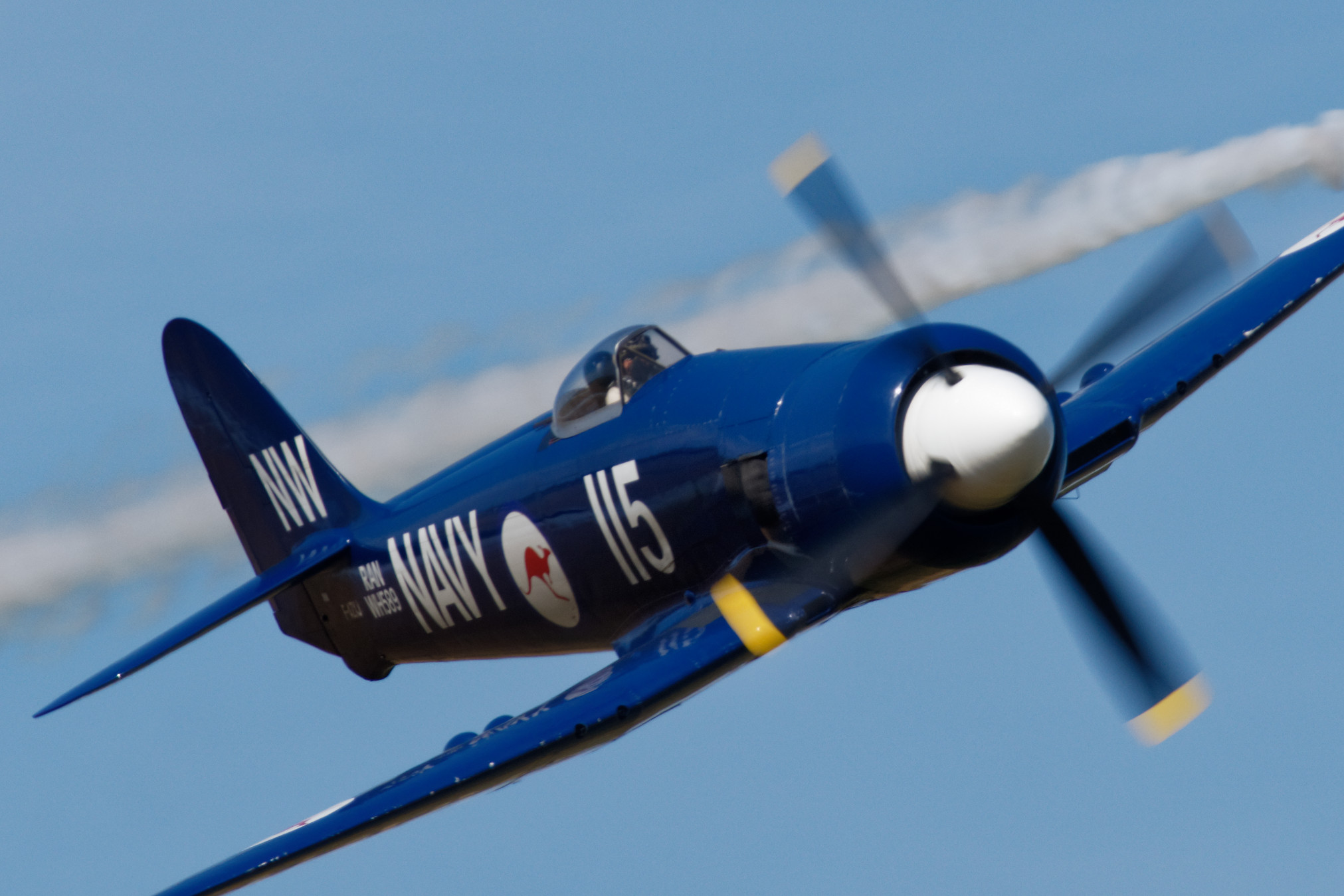
Un Sea Fury originellement construit en 1958 pour la force aérienne irakienne aux couleurs des forces aériennes de la marine australienne en 2018.

Le Sea Fury fut utilisé par plusieurs pays :
- Allemagne de l'Ouest
- Australie
- Birmanie
- Canada
- Cuba
- Égypte
- Irak : 30
- Maroc : 4 avions offerts par l'Irak
- Pakistan
- Pays-Bas : 24 avions achetés et 24 construits sous licence pour l'Aéronautique navale néerlandaise, servant à bord du HNLMS Karel Doorman (R81)